# Okres

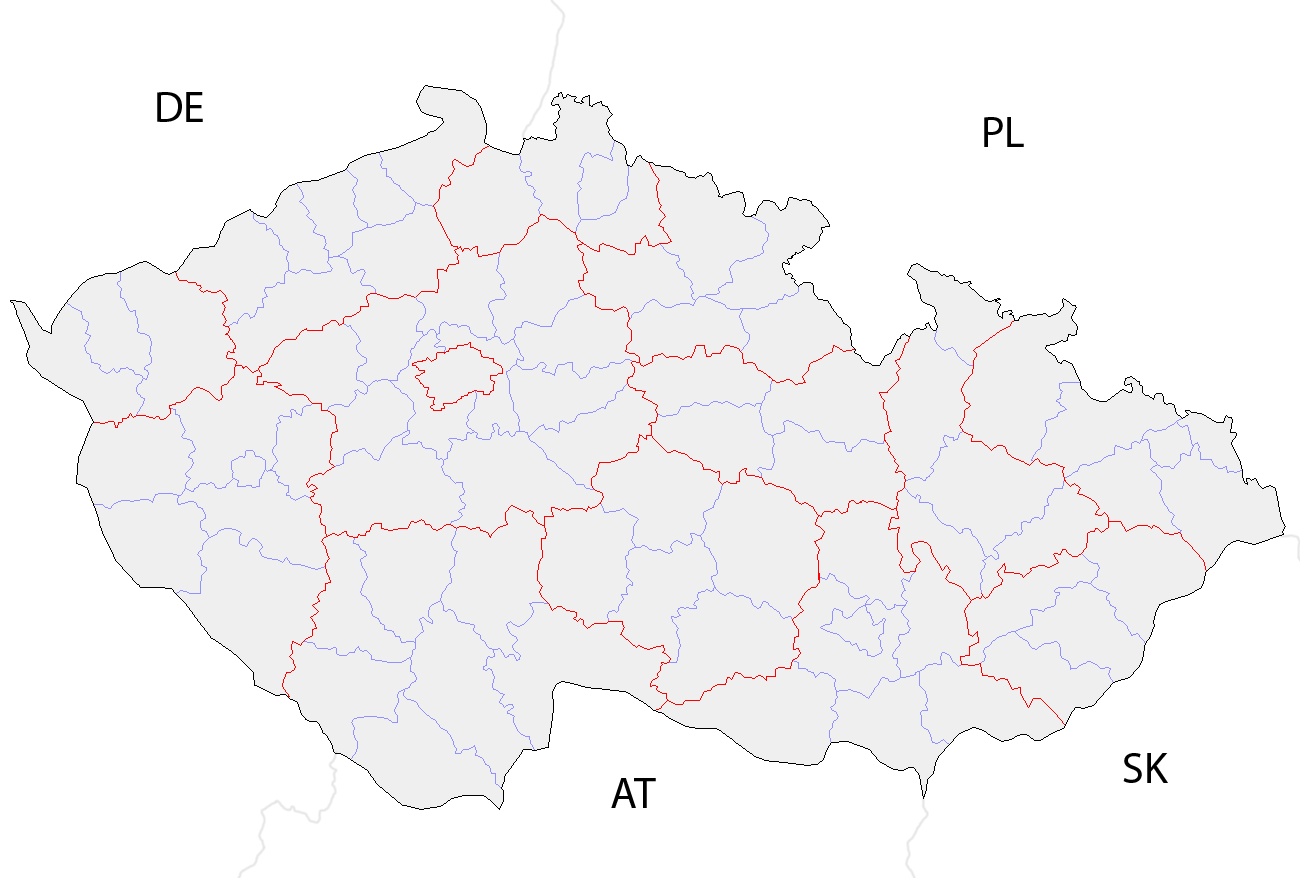
Okresy van Tsjechië

Een okres (meervoud: okresy) is een bestuurlijke eenheid in Tsjechië en Slowakije. Okres is in het Nederlands te vertalen met district. Deze bestuurslaag zit tussen de regio's (Tsjechisch/Slowaaks: kraj) en de gemeenten (Tsjechisch/Slowaaks: obec). 
- Districten van Tsjechië
- Districten van Slowakije